# Genocide (film)
Genocide è un documentario del 1982 diretto da Arnold Schwartzman vincitore del premio Oscar al miglior documentario.